# Beeri
Beeri (en hebreo: בארי‎) es un kibutz ubicado en el distrito Sur de Israel. Situado en la zona esteparia del norte del desierto del Néguev, recae bajo la jurisdicción del concejo regional de Eshkol. En 2023 tenía una población de 1077 habitantes.

## Historia
Beeri es uno de los once kibutz establecidos en el Néguev el 6 de octubre de 1946. Se encuentra cerca de Wadi Nahabir, a pocos kilómetros al sur de Be'erot Yitzhak. Sus fundadores fueron miembros del movimiento Hanoar Haoved Véhalomed. Lleva el nombre de Berl Katznelson ya queese era su nombre literario. En 1947 Beeri tenía una población de 150 habitantes. Antes de la guerra árabe-israelí de 1948, los colonos se dedicaban a la recuperación de tierras y a la plantación de árboles. El grupo se amplió con varios jóvenes de Irak que llegaron a través de un viaje por el desierto. Según un informe del Fondo Nacional Judío de 1949: Durante muchos meses, el kibutz estuvo completamente aislado, pero los colonos mantuvieron su posición hasta el control militar total del Néguev por parte de Israel en octubre de 1948.
Después de la independencia de Israel en mayo de1948, el kibutz fue trasladado tres kilómetros al sureste hasta su ubicación actual. Tradicionalmente ha sido uno de los kibutzim más ricos de Israel. Sin embargo, desde el inicio de la Segunda Intifada ha sufrido ataques con cohetes, el kibutz se encuentra a ocho kilómetros de distancia de la Franja de Gaza. El kibutz ha acogido a muchos voluntarios a lo largo de los años, entre ellos Michele Bachmann, que trabajó allí en 1974. 

### Ataques desde Gaza
El 7 de octubre de 2023, en los ataques iniciales de la llamada Operación Inundación de Al-Aqsa, alrededor de 70 militantes de Hamás    llevaron a cabo una masacre en Be'eri. Al menos 130 personas murieron en el ataque,  incluidas mujeres (como la activista por la paz Vivian Silver),  niños y una bebé de 10 meses,  el ataque se cobró la vida del 10% de los residentes de la comunidad agrícola. También fueron incendiadas decenas de viviendas.  Este incidente ocurrió simultáneamente con una serie de otras masacres y enfrentamientos militares en múltiples comunidades israelíes vecinas, incluidas Netiv Haasara, Kfar Aza y la masacre en el festival de música de Reim. 